# Жульєн Деспр
Жульєн Деспр  (фр. Julien Despres, 12 травня 1983) — французький веслувальник, олімпійський медаліст.

## Виступи на Олімпіадах
| Олімпіада  | Дисципліна                        | Місце |
| ---------- | --------------------------------- | ----- |
| Пекін 2008 | четвірка розстібна без стернового | 3     |